# Clau omega
Clau omega (títol original en anglès The Osterman Weekend) és una pel·lícula estatunidenca dirigida per Sam Peckinpah, estrenada el 1983.

## Argument
John Tanner és un periodista d'èxit que presenta un programa d'entrevistes en el transcurs del qual posa sobre la banqueta personalitats polítiques eminents. L'emissió de Tanner és produïda pel seu amic Bernard Osterman. Amb altres amics de Berkeley, es troben regularment per caps de setmana de distensió sobrenomenats "cap de setmana Osterman". Tanner és contactat per Maxwell Danforth, un polític conservador que predica una lluita sense fre contra el comunisme. revela a Tanner que els seus amics són agents soviètics que preparen una operació de desestabilització dels Estats Units. Les proves han estat reunides per un agent de la CIA anomenat Lawrence Fassett. Alguns anys abans, la dona de Fassett, una espia de l'Est, ha estat assassinada per agents del KGB rus. Danforth havia autoritzat en aquell temps els russos a assassinar-lo...

## Repartiment
- Rutger Hauer: John Tanner
- John Hurt: Lawrence Fassett
- Craig T. Nelson: Bernard Osterman
- Dennis Hopper: Richard Tremayne
- Chris Sarandon: Joseph Cardone
- Meg Foster: Ali Tanner
- Helen Shaver: Virginia Tremayne
- Cassie Yates: Betty Cardone
- Sandy McPeak: Stennings
- Christopher Starr: Steve Tanner
- Burt Lancaster: Maxwell Danforth

## Al voltant de la pel·lícula
Última obra de Sam Peckinpah, resulta prou langiana en la forma. Pantalles, manipulació, correcció de fotografies i pel·lícules, miralls, són en el centre de la pel·lícula. Fins al punt que a l'estrena de la pel·lícula un periodista de Télérama va acostar el personatge de Fassett del cèlebre Doctor Mabuse.
La pel·lícula se situa en qualsevol cas sobre el terreny de la manipulació dels sons i de les imatges per fer-los prendre un sentit que no és el seu. Del muntatge d'alguna manera. Potser és una forma de testament del cineasta les obres del qual van ser sovint portades un altre cop al muntatge pels productors.
Com a filigrana, es troben els temes que turmenten l'obra de Peckinpah, sobretot el del bon ús de la força que degenera ràpidament en violència incontrolada i desproveïda de sentit.